# Febo Arcangeli
Febo Arcangeli (Sarnico, 3 gennaio 1839 – Genova, 7 dicembre 1906) è stato un patriota e militare italiano.

## Biografia
Nacque a Sarnico (Parrocchia di San Martino) il 3 gennaio 1839 da Angelo e Luigia Foschetti, di famiglia d'origine veneziana.
L'Arcangeli si arruolò prima nei Cacciatori delle Alpi e poi seguì Giuseppe Garibaldi per la Spedizione dei Mille partendo da Quarto
A Palermo venne nominato sergente e poi sottotenente della IV Compagnia della Divisione Türr.
Il 21 aprile 1863 partì per raggiungere Francesco Nullo la legione di volontari per intervenire al fianco degli insorti polacchi contro la dominazione russa, nell'impresa di Polonia.
Il 5 maggio 1863, poco prima della morte di Francesco Nullo, fu ferito a un ginocchio e cadde nelle mani dei nemici. Con altri prigionieri feriti fu ricoverato all'ospedale di Olkusz. Il Tribunale di guerra russo lo condannò a morte, condanna commutata in 12 anni di deportazione in Siberia.
Nel novembre 1866 per effetto dell'amnistia poté ritornare in Italia.
In patria lavorò come capo-magazziniere e poi di vicedirettore della cartiera di Vaprio d'Adda. Si sposto a Genova con la moglie Anna Galli e le figlie Glauca ed Itala, dove lavorò come usciere. Morì a Genova a sessantasette anni nel 1906.